# Santiago Calatrava
Santiago Calatrava Valls (28. srpnja 1951.) je međunarodno priznat i i nagrađivan arhitekt, kipar i inženjer iz Valencije, Španjolske. Glavni ured mu se nalazi u Zürichu, Švicarskoj, a ima urede i u Parizu, Valenciji i New Yorku.

## Životopis
Calatrava je rođen u Benimàmetu, staroj općini koja je danas dio Valencije, u kojoj je pohađao fakultet umjetnosti i obrta. Kao trinaestogodišnjaka, njegova obitelj ga je poslala na razmjenu učenika u Pariz gdje je pohađao noćne sate u školama École des Beaux-Arts. God. 1969. započeo je studij arhitekture na Politehničkom sveučilištu u Valenciji (Universitat Politècnica de València), nakon kojega je 1975. godine upisao Švicarski federalni institut za tehnologiju u Zürichu (ETH Zürich), gdje je studirao niskogradnju. Od raznih arhitekata i stilova na Calatravu je naviše utjecao rad švicarskog modernog arhitekta Le Corbusiera. Nakon završetka dvije doktorske disertacije, naslova „O savitljivosti prostornih okvira”, Calatrava se počeo baviti arhitekturom i inženjerstvom 1981. godine.
Njegovi rani radovi su bili mostovi i željeznički kolodvori, koje je izdigao od niskogradnje u projekte umjetničkih oblika. Njegov komunikacijski toranj Montjuic, izgrađen za Olimpijske igre u Barceloni 1992. god., i to u simboličnom obliku ruke s olimpijskim plamenom; kao i Galerija Allen Lambert u Torontu iz iste godine, su ga proslavili i označili su prekretnicu u njegovoj karijeri.

## Djela
Calatravin jedinstven i kreativan stil povezuje jasan arhitektonsko vizualni stil koji je u harmoniji s čvrstim principima inženjerstva. Njegov rad često rezultira u formama i strukturama koje se mogu naći u prirodi, te se mogu definirati kao antropomorfne. Podigao je standarde mnogim inženjerima i projektantima mostova te dizajnirao veliki broj željezničkih kolodvora koje odišu bistrim, otvorenim i funkcionalnim prostorima.
Calatrava je također i plodan kipar i slikar, koji ipak tvrdi da njegova arhitektura ujedinjuje sve ove umjetnosti.

## Kronološki popis odabranih projekata
- Željeznički kolodvor Stadelhofen, Zürich, Švicarska (1983. – 90.)
- Allen Lambert Galleria, Toronto, Kanada (1987. – 92.)
- Most Alamillo, Seville, Španjolska (1992.)
- Telekomunikacijski toranj Montjuic, Barcelona, Španjolska (1992.)
- Željeznička postaja Saint-Exupéry, kraj Lyona, Francuska (1989. – 94.)
- Most Trinity, Manchester, UK (1995.)
- Centro Internacional de Ferias y Congresos de Tenerife, Santa Cruz de Tenerife, Tenerife, Španjolska (1996.)
- Pješački most Campo Volantin (Zubizuri), Bilbao, Baskija (1994. – 97.)
- Grad umjetnosti i znanosti u Valenciji (Ciutat de les Arts i les Ciències), Valencija, Španjolska (1996. – 98.)
- Vrata orijenta, željeznički kolodvor u Lisabonu, Portugal (1998.)
- „Ženski most”, Buenos Aires, Argentina (1998. – 2001.)
- Muzej umjetnosti Milwaukeea, Milwaukee, Wisconsin, SAD (2001.)
- Most James Joyce, Dublin, Irska (2003.)
- Auditorio de Tenerife, Santa Cruz de Tenerife, Tenerife (2003.)
- Olimpijski športski kompleks u Ateni, Grčka (obnova 2000. – 04.)
- „Sunčani sat most”, Redding, Kalifornija (2004.)
- Zgrada „Rotirajući torzo”, Malmö, Švedska (2005.)
- Most Chords, Jeruzalem, Izrael (2008.)
- Ponte della Costituzione, Venecija, Italija (2008.)
- Most Samuela Becketta, Dublin, Irska (2009.)
- Liège-Guillemins TGV željeznički kolodvor, Liège, Belgija (2009.)
- Caja Madrid Obelisk, Madrid, Španjolska (2009.)
- Most Margaret Hunt Hill, Dallas, Texas, SAD (2012.)
- „Most mira”, Calgary, Kanada (2012.)

- Allen Lambert Galleria u Torontu, Kanada
- Most Alamillo, Seville
- Auditorij na Tenerifeu
- L'Umbracle, Grad umjetnosti i znanosti u Valenciji
- Gare do Oriente, željeznički kolodvor u Lisabonu
- Muzej umjetnosti Milwaukeea
- Most Chords, Jeruzalem

## Vanjske poveznice
- Službena stranica
- Neslužbena stranica  Arhivirana inačica izvorne stranice od 8. kolovoza 2006. (Wayback Machine)